# Avenir sportif de La Marsa (handball)
L'Avenir sportif de La Marsa est un club tunisien de handball rattaché au club omnisports du même nom.